# Gun Hill Road (linea IRT White Plains Road)
Gun Hill Road è una stazione della metropolitana di New York situata sulla linea IRT White Plains Road. Nel 2019 è stata utilizzata da 2 271 942 passeggeri.
È servita dalla linea 2, sempre attiva, e dalla linea 5, attiva solo nei giorni feriali nelle ore di punta.